# Karen Harding
Karen Harding es una cantante británica. Conocida por su sencillo debut «Say Something» lanzado en enero de 2015, el cual alcanzó el séptimo puesto de la lista de sencillos del Reino Unido.

## Biografía
Hija de madre filipina y padre británico, Harding creció en Consett y asistió a la Universidad de Tecnología de la comunidad de Moorside. En 2008 ganó un concurso de música regional llamado Music Means Life. Una de sus primeras grabaciones fue una versión de la canción antirracismo «Strange Fruit», popularizada por Billie Holiday.
Sus dos primeros intentos para entrar en la escena musical, fue a través de concursos de talentos. A los 19 años participó en las finales británicas para el Festival de la Canción de Eurovisión en 2010, eliminada en la penúltima ronda después de interpretar «What Do I Have to Do?» de Kylie Minogue. Tres años más tarde se compitió en The X Factor, quedando eliminada en las primeras fases. Sin embargo, su versión de «Latch» de Disclosure, llamó la atención del productor MNEK quien la vio a través de Internet, y la invitó a una sesión de grabación. Este produjo y cocompuso la canción «Say Something» y le permitió obtener un contrato de grabación con Method Records, sello en el que también estaban bajo contrato los Disclosure. La canción fue lanzada como sencillo a principios de 2015 e impulsó inmediatamente a Harding,  convirtiéndose en un Top Ten en su tierra natal, por la que recibió el disco de oro por 400.000 unidades vendidas.
Harding ha estado trabajando con productores y compositores como Tom Aspaul, CocknBullKid, Mark J. Feist, Rodney Jerkins, Jimmy Napes, y Richard Stannard. Colaboró en el sencillo «New Love» del dúo belga Arches lanzado en abril de 2015, y aporto voces en el sencillo «Feel Good (It's Alright)» del dúo británico de house Blonde, lanzado en agosto de ese mismo año, alcanzando el número 76 en las listas británicas. Harding se presentó en varios festivales a mediados de 2015, entre ellos Birmingham Pride, Ibiza Rocks, Lovebox, Manchester Pride y Parklife.
Las influencias de Harding incluyen a artistas femeninos como Mariah Carey, Whitney Houston, Janet Jackson, y Lisa Stansfield, así como artista de música dance y garage como Artful Dodger, Craig David y Madison Avenue. También cita como una gran influencia a la música house de la década del '90.
En mayo de 2016, Harding fue invitada para interpretar el himno nacional británico en la final de la Copa FA. Sin embargo, vivió un incómodo momento al olvidarse la primera estrofa completa.

## Discografía

### Sencillos
- 2015: «Say Something» (UK #7)
- 2016: «Open My Eyes»
- 2016: «Like I Can» (with Tough Love)

### Colaboraciones
| Año  | Canción                    | Artista(s)      | Álbum    | Participación     |
| ---- | -------------------------- | --------------- | -------- | ----------------- |
| 2015 | «New Love»                 | Arches          |          | Voz y composición |
| 2015 | «More Than a Moment»       | Jerome & Lotus  |          | Voz               |
| 2015 | «Feel Good (It's Alright)» | Blonde          |          | Voz               |
| 2016 | «Shame»                    | Alex Newell     | POWER EP | Compositora       |
| 2016 | «Sweet Lies»               | Wilkinson       | Hypnotic | Voz y composición |
| 2016 | «Good for Me»              | Giorgio Moroder |          | Voz               |